# أندرو ميد
أندرو ميد (بالإنجليزية: Andrew Mead)‏ هو قاضي ومحامي أمريكي، ولد في 1952.